# Gaj Oławski (stacja kolejowa)
Gaj Oławski – zlikwidowana stacja kolejowa w Gaju Oławskim; w gminie Oława, w powiecie oławskim, w województwie dolnośląskim, w Polsce. Otwarta w 1910, zamknięta w 1966, zlikwidowana w 1973.